# Liste des biens culturels d'importance nationale dans le canton de Berne

Blason du canton de Berne.

Cette liste présente les biens culturels d'importance nationale dans le canton de Berne. Cette liste correspond à l'édition 2009 de l'Inventaire Suisse des biens culturels d'importance nationale (Objets A) pour le canton de Berne. Il est trié par commune et inclut : 345 bâtiments séparés, 43 collections et 30 sites archéologiques et 4 cas particuliers.
La liste, classée alphabétiquement selon le nom de la commune, est composée des deux pages suivantes :
- Communes de A à M
- Communes de N à Z